# Vingrau
Vingrau és un poble, cap del municipi del mateix nom, de 634 habitants el 2013, de la comarca del Rosselló situada en el límit entre la Catalunya del Nord, a la qual pertany, i el Llenguadoc.

## Etimologia
L'etimologia popular fa derivar el nom de «vint graons» en referència al Pas de l'Escala que separa la serra de Vingrau de la d'Espirà. Més probable, però, és que derivi d'un nom de persona germànic Winigaud, o bé encara, que pugui ser relacionat amb el vi («el grau dels vins»). La parla de Vingrau és un occità parcialment catalanitzat, de manera que en resulta un parlar híbrid com el capcinès, tot i que la catalanització no sigui tan marcada.

## Geografia

Situació de la comuna de Vingrau en el Rosselló

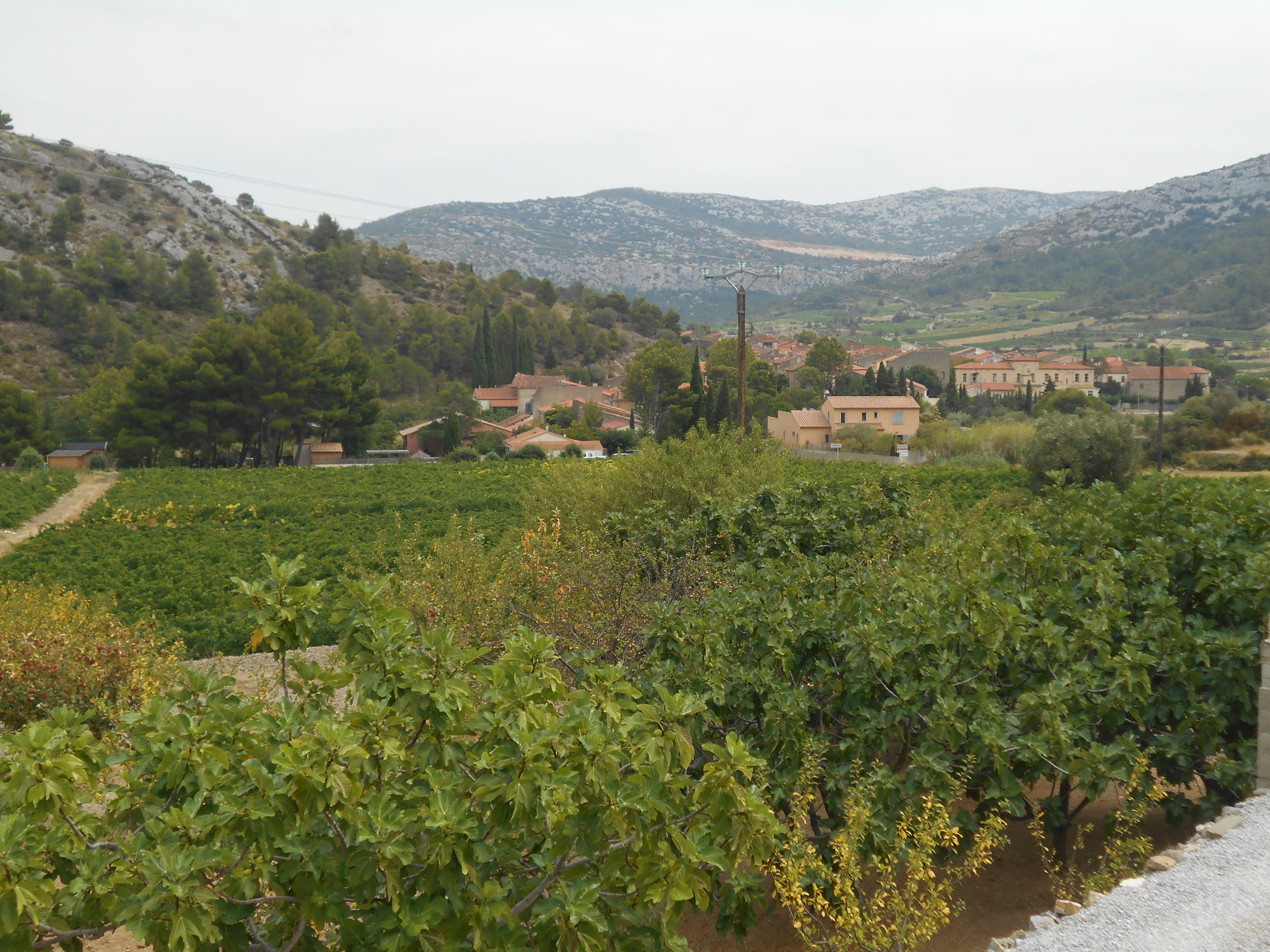
Vista general des del nord-oest

El terme de Vingrau, de 321.200 hectàrees d'extensió, és situat a l'extrem oriental de les Corberes, al límit nord de la Catalunya Nord i dels Països Catalans, ran de la Fenolleda i del Perapertusès.
El terme comunal de Vingrau presenta dues parts ben diferenciades. D'una banda, a l'est es troben uns altiplans calcaris, i a l'oest, la vall de la Ribera de Vingrau, emmarcada per les serres de Vingrau i de Montpeirós. Es tracta d'un terme geològicament molt interessant, atès que hi ha una gran diversitat de formacions calcàries, des de l'anticlinal de la Serra de Vingrau fins a depressions d'origen kàrstic i tota mena de formes d'erosió de roca calcària: depressions per esfondrament, dissolució en superfície, coves i avencs, cursos d'aigua que es perden, etc.
Termes municipals limítrofs:
|                   | Tuissan Occitània | Embres e Castelmaur Occitània |
| Pasiòls Occitània |                   | Òpol i Perellós Salses        |
| Talteüll          | Cases de Pena     | Espirà de l'Aglí              |

### El poble
El poble de Vingrau es generà a l'entorn de la primitiva església parroquial, Santa Maria de Vingrau i del seu cementiri, constituint una cellera tal vegada ja tardana. Més tard el poble s'eixamplà cap al sud i cap a l'oest, sobretot, principalment resseguint els camins, ara carreteres, de Tuissan i d'Espirà de l'Aglí i Ribesaltes.
Entre 1875 i 1945, a l'extrem sud-oest de la població, es construí la nova església parroquial, de la Mare de Déu de Fontfreda. A llevant, dalt d'un turonet, es conserva una altra capella també del segle XIX: la Mare de Déu del Bon Consell. En els entorns immediats del poble també hi ha la Cava Cooperativa, el Cementiri. Són de destacar, en el poble vell, els antics safareigs públics.

### Les coves del terme
Anomenades cauna, com a tots els pobles veïns, cap d'elles no arriba al nivell de troballes de la veïna Cauna de l'Aragó, de Talteüll, però sí que s'hi han fet diverses troballes, prova evident de la seva ocupació humana anys enrere (la mateixa Cauna de l'Aragó és a prop del límit termenal entre els dos pobles). Al nord del terme de Vingrau hi ha la Cauna de les Conques, on es va trobar un hàbitat del magdalenià, a la del Casquet, prop i al nord del poble, un arpó fet amb banya de ren, a la dels Castanyers, material sobretot del bronze antic.

### Els masos del terme
El terme de Vingrau no té un gran nombre de construccions aïllades; entre elles, es troben: la Barraca d'en Berenguer, la Borda -o Cortal- de Rotllan, 2 cabanes i 1 casot sense nom, el Cortal d'en Berenguer, el Cortal de la Paborda, el Cortal d'en Castany, el Cortal d'en Catot, el Cortal d'en Parès, el Forn de Calç (antic forn), el Mas Genegals, abans Mas Parès i el Molí, o Molí d'en Parès. Esment a part mereix el Menhir, o Pedra Dreta, del Planal de la Coma del Llop.
Són en ruïnes un conjunt bastant ample d'edificacions: el Convent de Santa Cecília, el Cortal del Còrrec de les Garrigues, el Cortal de la Cabana, el Cortal dels Pardells, el Cortal d'en Bertran, o d'en Cardina, el Cortal del Borrec, el Cortal de les Cabres, el Cortal -o Mas- d'en Cebes, el Cortal d'en Domenge, el Cortal d'en Duran, el Cortal d'en Fontanell, un segon Cortal d'en Fontanell, abans d'en Verduret, o Cortal Reinaud, el Cortal d'en Pardalota, o Cortal Rasungles, dos d'altres anomenats Cortal d'en Parès, diferents, el Cortal d'en Peronet, o Cortal Reinaud, el Cortal d'en Reinald, o d'en Baganot, el Cortal d'en Reinaud, o d'en Tixa, el Cortal d'en Salès, abans Cortal Llençó, el Cortal Miquel, o d'en Patel, el Cortal Rasungles i el Cortal Cerdà.
Alguns són ja noms antics, desaparegut quasi del tot el seu record: Cortal del Caganiu, o Cortal Cerdà, el Cortal d'en Cirac, el Cortal d'en Cerdà, el Cortal d'en Verduret i els Cortals d'en Fontanell.

### Hidrografia
El principal curs d'aigua del terme de Vingrau, tot i que té un curs bastant breu, és la Ribera de Vingrau, que exerceix d'eix vertebrador del conjunt de còrrecs del terme, llevat d'uns quants que neixen en terme de Vingrau, però continuen el seu curs en els termes veïns, sense pertànyer a la conca de la Ribera de Vingrau. Així, al nord-est del terme es troba el Còrrec de la Llosadeta, o Llausadeta, o Còrrec de Vacarissa, que reuneix els dos còrrecs del Remolí i el d'en Banasta, que s'ajunten al Còrrec de la Font dels Genegals, que abans ja ha recollit el Còrrec del Trauc del Cavall; aquest còrrec encara s'uneix amb el de la Blaca, que també hi aporta els còrrecs de la Serra, i formen, ja en terme d'Òpol i Perellós, el Còrrec dels Vivers. Més al sud, al racó sud-est del terme, d'altres còrrecs davallen cap al terme de Salses: la Coma del Jossadel, que reuneix els còrrecs de la Feixa, de la Coma de Ruda i de la Coma Pregona. També a l'extrem sud del terme de Vingrau hi ha un altre Còrrec de la Serra i el de la Coma del Llop que també se'n van cap al terme de Salses. A l'oest, alguns còrrecs que es formen a Vingrau davallen cap a ponent, cap al terme de Talteüll: el Còrrec de Cabrils, els dos de l'Escassier i el de l'Olla.
La Ribera de Vingrau es forma a prop i al sud-oest del poble per la unió dels còrrecs de Cassanova i de la Figuerassa. El primer prové del nord i nord-oest del terme, on recull tot un conjunt de còrrecs: del Bac, de la Bartra, de Narbona, el Rec de les Conques, els còrrecs de les Gorgues, de Laboriana i dels Clots Aladers. Del nord-est ve el Còrrec de la Figuerassa, que recull el Còrrec dels Collets, la Coma de la Xota i la Coma de la Vella, i, ja prop del poble, el Còrrec del Penjat, que ve de llevant. Aquest aporta els còrrecs de la Coma Roja, de l'Aiguadera de les Nou Boques, de Mascaró, de la Llobatera, del Pas de les Boïsses, del Pla, de la Nereda, dels Salviers, de la Cauna de la Nereda, de la Font de Bringuer i de la Font de la Menta. Un cop ja esdevinguda Ribera de Vingrau, encara rep els còrrecs del Bac, de les Espassoles, de la Millera, de les Comes, del Fossalet i d'Atrapa Conills.
Diverses fonts destaquen en el terme de Vingrau: l'Aiguadera de les Nou Boques, la Font del Còrrec de Llosadeta, la Font de Bringuer, o de Coma de Bringuer, la de la Mariota, la de la Mosca, la dels Genegals i la dels Carreters.

### Orografia

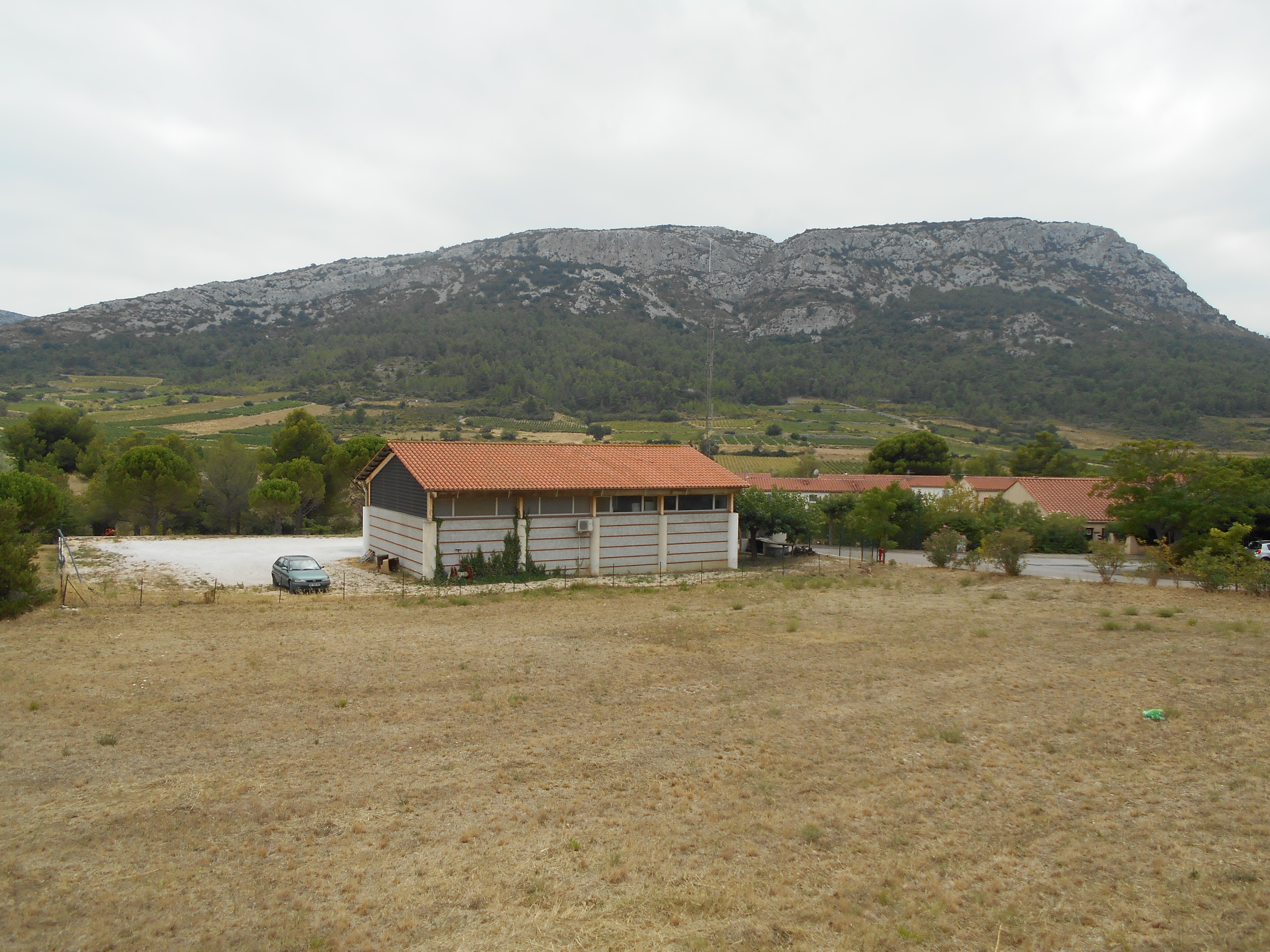
Serrat de la Nereda, al nord-est del poble, límit dels Països Catalans

Alguns dels topònims de Vingrau designen formes de relleu, com els avencs: set avencs, a més dels avencs del Mas Genegals; bagues: el Bac, el Bac dels Pujals, el Bac del Trauc; barrancs: el Barranc dels Cavalls, el Barrancó, els Barrancs; boscs: Bosc Departamental del Mas de l'Alzina, Bosc Estatal del Baix Aglí; coves: Cauna del Casquet, Cauna Fosca, la Cova, la Cova del Planal de l'Eixadell, la Cova dels Castanyers; Clots: la Clotada, el Clot de Fontiscla, el Clot de Sant Miquel, els Clots Aladers; collades: Coll de Guizalard, abans dels Guizalard, Coll del Rat, Coll d'en Carriera, els Collets, els Collets Alts, Coll Mitjà, Pas de la Vaca; comes: Coma de Bringuer, Coma de la Ruda, Coma de la Vella, Coma de la Xota, Coma de l'Eixartell, Coma del Jossadell, Coma d'en Banasta, Coma de Raó, Coma Narbona, Coma Pregona, o Coma Pregon, Coma Roja, les Comes; costes: la Costa de l'Oller, les Costes; muntanyes: el Mont d'Espirà, Puèg del Ginebre, Puig de la Llosa, Puig de Montpeirós, Puig Pilà (nom antic); plans: el Pla, Planal de la Blaca, Planal de la Costa, Planal de la Cauna de l'Aragó, Planal de la Jaça del Moltó, Planal de l'Eixartell, Planal del Remolí, Planal de Montpeirós; serres i serrats: la Serra, o Serra de Genegals, Serra de Cassanova, o Casanova (nom antic), Serra d'en Moïset, Serra d'Espirà, Serra de Vingrau, Serrallonga, Serrat de la Nereda, Serrat del Devès, Serrat del Ginebre, Serrat de Montpeirós, Serra Laboriana i Serrat Negre.

### El terme comunal

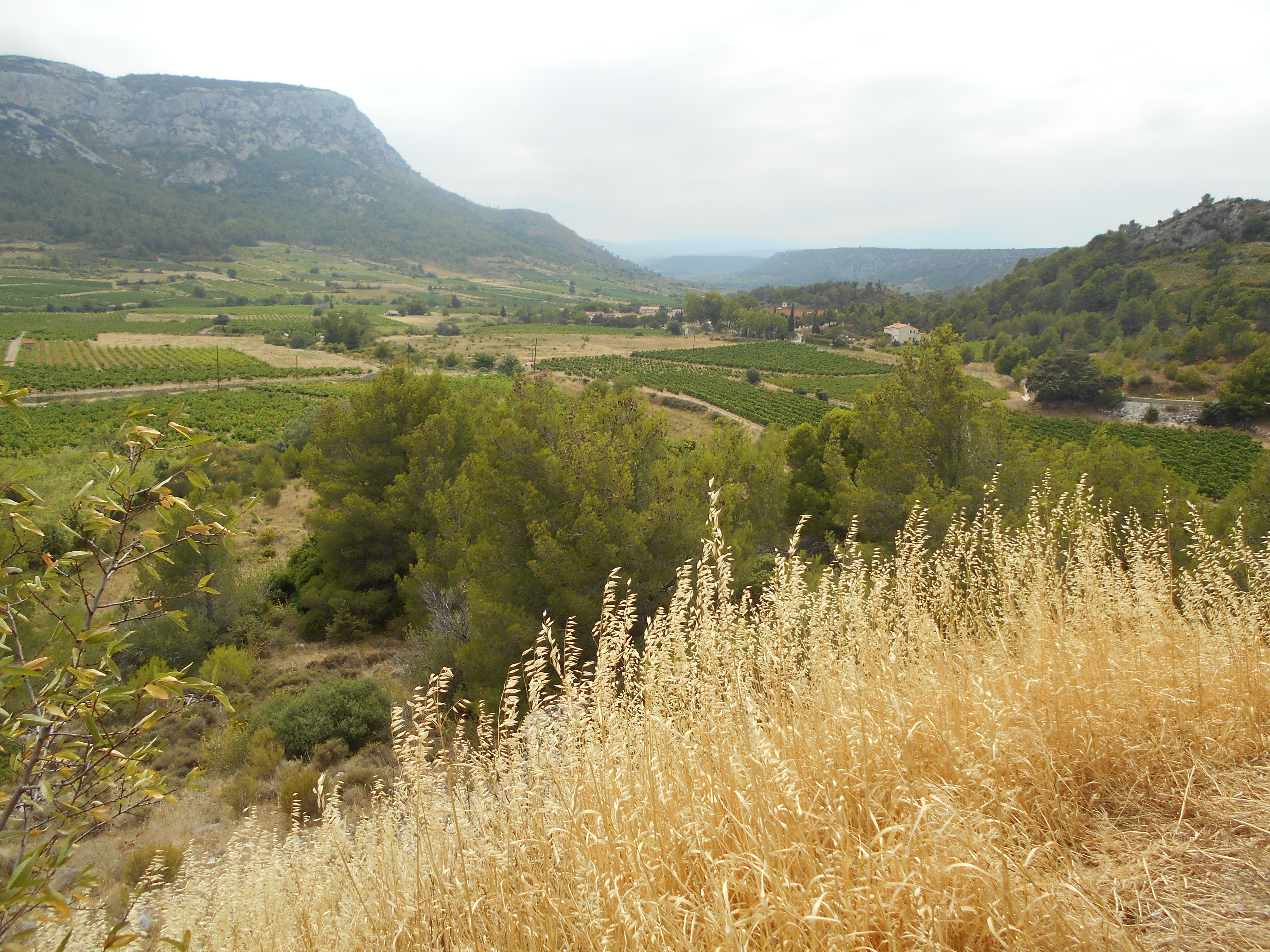
Vingrau al mig de la seva vall

Les partides cadastrals i indrets específics del terme de Vingrau són: l'Aiguadera de les Nou Boques, les Arcades, les Artigues, la Cabana, Cabrils, Camp de la Bartra, Camp d'en Joan Valls, Camp d'en Salès, Camp Rodon, Camps de la Serra, Cassanova (o Casanova), la Colomina, les Colomines, els Cons, el Cortal de les Cabres, les Croses, Darrere del Pas del Cavall, l'Escassiet, les Espasoles, l'Estanyol, el Fangasso, el Farigolar, la Feixa, la Figuerassa, la Font dels Genegals, Fontvella, la Garriga Negra, el Gorg d'en Ramon, la Granassa, la Jaça del Didot, el Jaçal d'en Fabra, la Llobatera, la Llosada, el Malpàs, la Millera, la Paborda, els Pardells, Parrós Alt, o Parrós, Parrós Baix, Pas de les Boïsses, Pas de l'Escala, Pas de les Garbes, Pas de l'Euga (nom antic), la Pedrera de la Feixa, els Pixadors, els Pujals, el Pujol, el Racó de Mascaró, el Rec de les Conques, el Remolí, els Ribiers, el Roc de la Llana, els Salviers, Sus Croses, Travessa de la Serra d'Espirà, Travessa de Montpeirós, Trauc del Cavall, Trauc del Colom, Vacarissa i la Vinyassa.

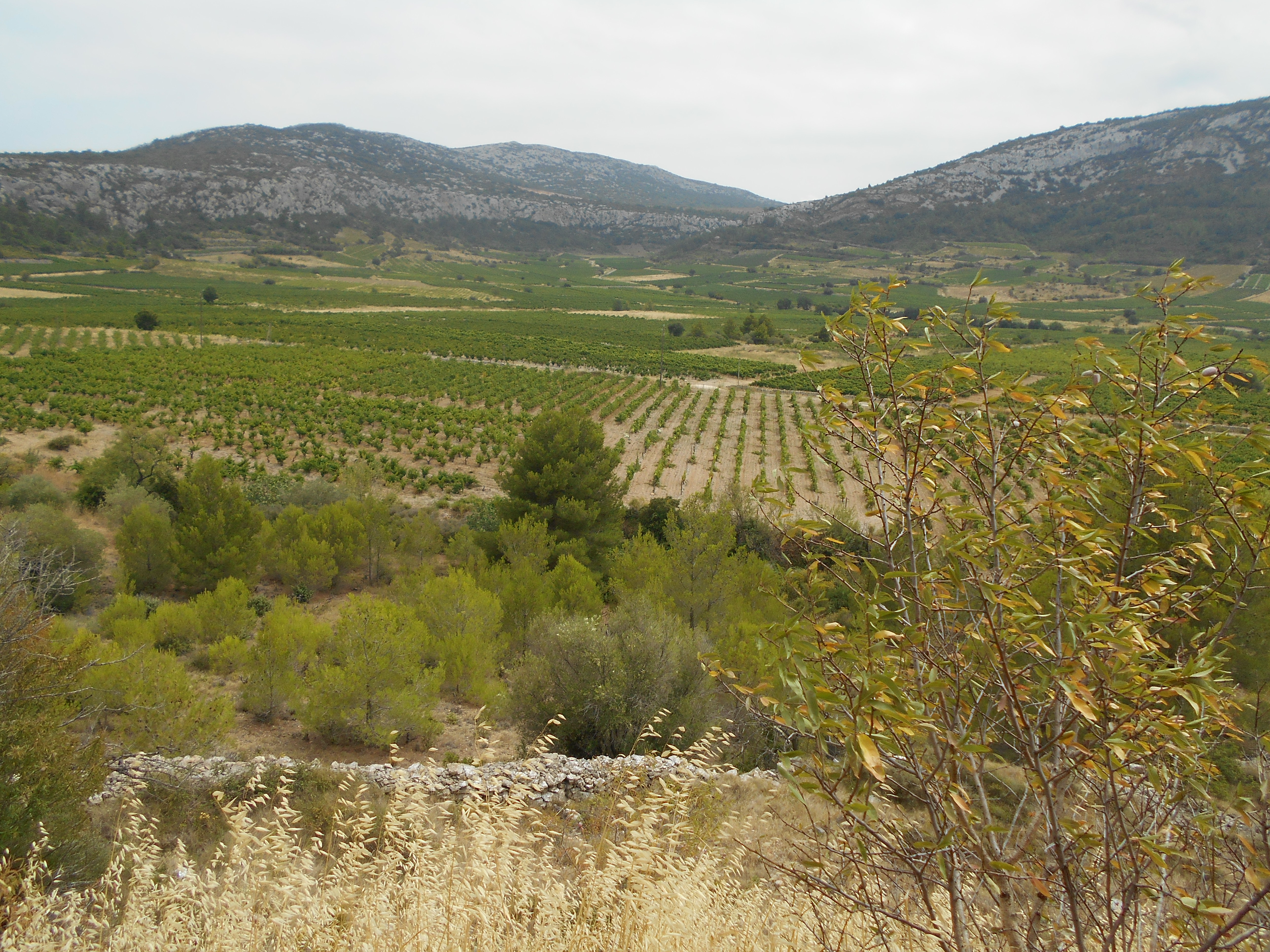
La vall meridional del Pla

Alguns topònims designen senyals termenals, com l'Auzina Ravanal (nom antic), el Claper de Matamala, el Pas de la Vaca, la Pedra Dreta, el Piló de la Coma de la Ruda, el Piló de Coma Pregona, el Piló de l'Alader Rodon, el Piló del Coll dels Guizalard, el Piló del Coll dels Carriera, el Piló de Montpeirós, el Planal de Montpeirós, el Roc del Colom, el Roc del Mont de Sant Bernat, Senyal de la Nereda, el Senyal del Mont d'Espirà i la Vinya del Bessó.

## Activitats econòmiques
A causa de la tipologia de la terra i del relleu de Vingrau, a Vingrau poc més de la cinquena part del terme és conreat (unes 650 ha). La vinya ocupa la quasi totalitat dels conreus, i, dins seu, quasi totes les hectàrees es dediquen a vins de denominació d'origen controlada. Tot just hi ha dues hectàrees d'albercoquers, fora de la vinya. A principis del segle xx es creà a Vingrau un dels primers cellers cooperatius de la Catalunya Nord; a més, Vingrau ha viscut reivindicacions popular molt importants: a començaments del segle passat, fou un dels llocs de més intensitat de les revoltes de vinyaters, i en els darrers trenta, anys hi ha hagut mobilitzacions molt importants per la preservació del medi ambient i del paisatge del poble, respecte de les pedreres que de forma abusiva volien explotar la roca calcària de Vingrau.

## Història

### Prehistòria
A Vingrau es va trobar un cap d'arpó que és l'únic objecte mobiliari ornamentat pertanyent a la prehistòria de tota la Catalunya del Nord.

### Edat mitjana
La vila va ser a l'Edat Mitjana un feu de l'Abadia de Fontfreda, com ho proven documents del 1260 i del 1512. Des del primer moment, Vingrau va pertànyer, amb Talteüll, al bisbat de Narbona (no fou fins a la Revolució Francesa que es va produir el canvi d'adscripció eclesiàstica.Tot i que en principi devia ser possessió d'Oliba Cabreta, la primera notícia que se'n té és del 1011, quan el comte de Besalú Bernat Tallaferro en fa donació al seu fill Guillem, tot i que més tard fou traspassat als Vernet. Tot i la dependència eclesiàstica lligava Vingrau a Fontfreda, també hi tenia alous el monestir de la Grassa. El 1260 els Vernet es venien les seves possessions, i el senyoriu, de Vingrau, a l'abadia de Fontfreda.

### Edat Moderna
Al llarg de la història, la peculiar situació geogràfica de Vingrau ha fet que no fos gaires vegades escenari de pas d'exèrcits ni de batalles; ara bé, els vingrauencs participaren molt activament en la defensa del Castell d'Òpol el segle xiv. No fou fins al segle xvii que el poble patí l'acció directa de la guerra: el 1639, l'endemà de la presa de Talteüll, el príncep de Condé i el mariscal de Schömberg celebraren consell de guerra a Vingrau. Dos anys més tard, els francesos que assetjaven Perpinyà feren saqueigs a Vingrau per tal de proveir-se d'aliments.

### Edat Contemporània
A partir del 1990, Vingrau visqué una encesa polèmica entre gran part de la població, amb l'alcalde Claude Bazinet a favor, contra el projecte de l'empresa minera Omya que volia fer al municipi una pedrera de marbre blanc. El conflicte s'allargà durant anys, amb vagues de fam i intervencions de la policia, dels jutjats i de ministeris de París.

## Transports i comunicacions

### Carreteres
Travessen el terme comunal de Vingrau dues carreteres departamentals: la D - 9 (D - 117, a Talteüll - D - 21, a Caramany), que travessa el terme de Vingrau entrant per l'est, procedent d'Òpol i en direcció sud-oest, s'adreça cap a Talteüll, des d'on va cap a la carretera D - 117 a prop del límit amb el terme d'Estagell.
I la D - 12 (Límit dels Països Catalans, a Vingrau / Tuissan - D - 900 / D - 83, a Ribesaltes), uneix el poble de Vingrau amb la carretera general, però sense passar pel nucli de cap poble; sí que travessa els termes comunals de Vingrau, Espirà de l'Aglí, Salses i Ribesaltes.

### Transport públic col·lectiu
Vingrau està inclòs en la línia 12 de la Compagnie de Transports Perpignan Méditerranée, Perpinyà - Vingrau, que uneix aquestes dues poblacions passant pel Vernet, Ribesaltes, Espirà de l'Aglí, Cases de Pena, Estagell, Talteüll i Vingrau. Ofereix nou serveis diaris en direcció a Perpinyà i deu cap a Vingrau, de dilluns a dissabte. El diumenge i els dies de festa, té dos serveis en cada direcció.

### Els camins del terme
La major part de camins del terme de Vingrau enllaça llocs de l'interior del terme comunal. Així, s'hi troben el Camí de la Figuerassa, Camí de la Font de Bringuer, Camí de la Jaça de Didot, Camí de la Novela (nom antic, ja en desús), Camí de la Vall Oriola, Camí del Bac, Camí de l'Escassier, o de Llençó a l'Escassier, Camí del Forn, Camí del Mas Berenguer, Camí del Mas Miquel, Camí del Mascaró, Camí del Pas de l'Escala, Camí del Pas de les Garbes, Camí del Planal de la Jaça del Moltó, Camí del Remolí, Camí dels Collets i Carretera del Forn de Coma Roja.
Els altres camins existents enllacen Vingrau amb els pobles i termes veïns, tant catalans com occitans: Camí de Cases de Pena, o d'Espirà, Camí de Fitor, Camí d'Òpol al Forn, Camí d'Embres, Camí de Pasiòls, Camí de Perellós, Camí del Mas Berenguer a Perellós, Camí de Pesillà, Camí de Salses, o de Vespella, Camí de Talteüll, Camí de Tuissan, Ruta d'Espirà, Ruta de Talteüll, Ruta de Tuissan i Ruta d'Òpol.

## Demografia

### Demografia antiga
La població està expressada en nombre de focs (f) o d'habitants (h)
| 27 f | 25 f | 21 f | 20 f | 53 f | 55 f | 57 f | 88 f | 325 h | 57 f | 80 f | 368 h |

Font: Pélissier 1986

### Demografia contemporània
| Evolució de la població |      |      |      |      |      |      |      |      |
| 1793                    | 1800 | 1806 | 1821 | 1831 | 1836 | 1841 | 1846 | 1851 |
| 366                     | 409  | 484  | 497  | 604  | 585  | 651  | 696  | 666  |

| 1856 | 1861 | 1866 | 1872 | 1876 | 1881  | 1886 | 1891 | 1896 |
| ---- | ---- | ---- | ---- | ---- | ----- | ---- | ---- | ---- |
| 714  | 746  | 846  | 900  | 953  | 1.068 | 959  | 932  | 954  |

| 1901  | 1906  | 1911 | 1921 | 1926 | 1931 | 1936 | 1946 | 1954 |
| ----- | ----- | ---- | ---- | ---- | ---- | ---- | ---- | ---- |
| 1.037 | 1.008 | 807  | 817  | 815  | 747  | 722  | 641  | 583  |

| 1962 | 1968 | 1975 | 1982 | 1990 | 1999 | 2005 | 2008 | 2010 |
| ---- | ---- | ---- | ---- | ---- | ---- | ---- | ---- | ---- |
| 639  | 563  | 490  | 475  | 426  | 469  | 530  | 579  | 607  |

| 2013 |
| ---- |
| 634  |

Fonts: Ldh/EHESS/Cassini fins al 1999, després INSEE a partir deL 2004

### Evolució de la població

Població 1962-2008

## Administració i política

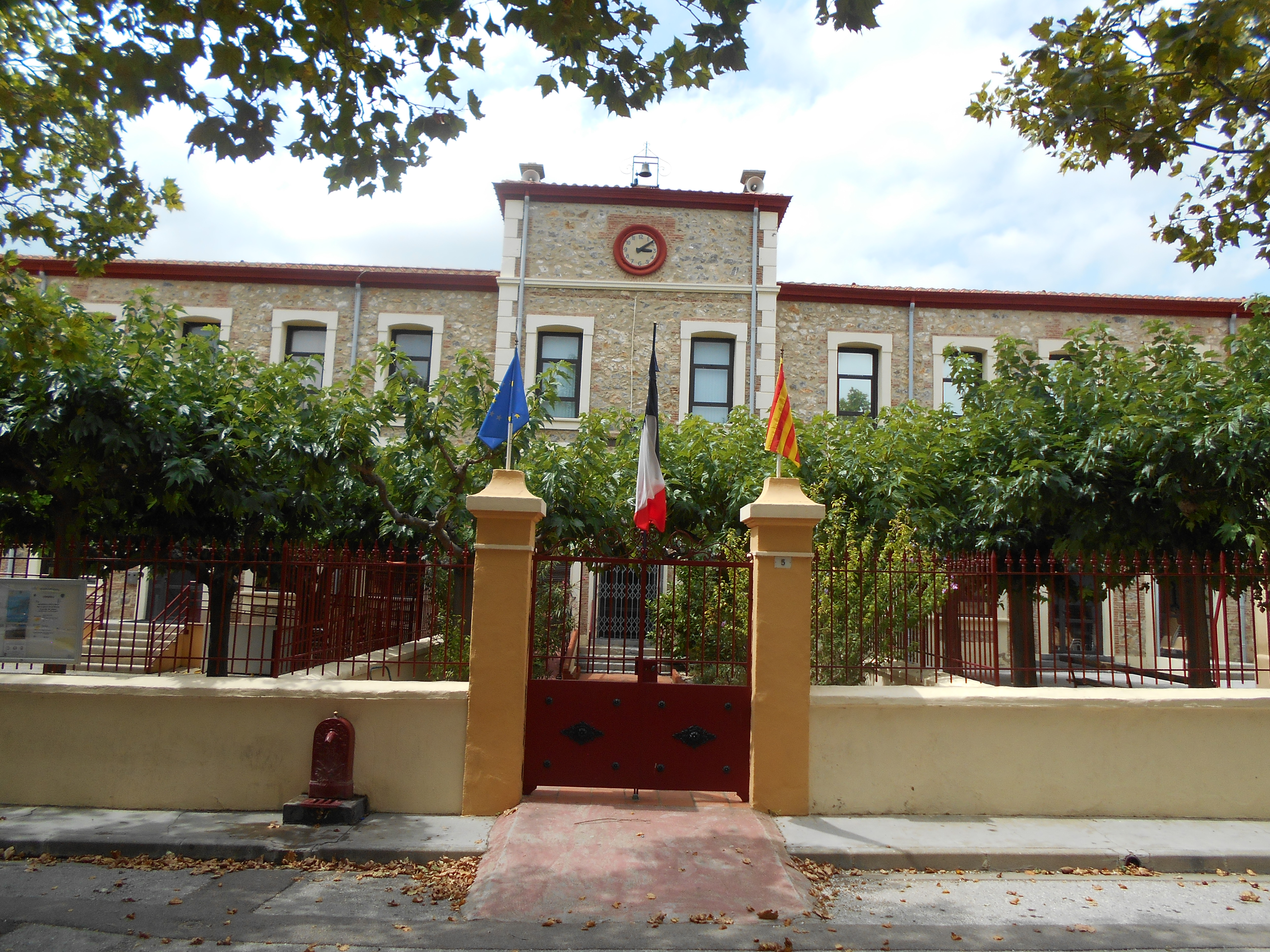
La Casa del Comú

### Batlles[7]
| Període                       | Nom               | Opció política | Comentaris |
| ----------------------------- | ----------------- | -------------- | ---------- |
| 1936 - 1939                   | Georges Castany   |                |            |
|                               |                   |                |            |
| ? - ?                         | Marcel Torredemer |                |            |
|                               |                   |                |            |
| Març del 2001 - Març del 2008 | Claude Bazinet    |                |            |
| Març del 2008 - Març del 2014 | Jacques Raynaud   |                |            |
| Març del 2014 - Moment actual | Philippe Camps    |                |            |

### Legislatura 2014 - 2020

#### Batlle
- Philippe Camps.

#### Adjunts al batlle
- 1a: Jean-Claude Villiès
- 2a: Bernadette Lloubes
- 3r: André Macabies
- 4t: René Bergeron.

#### Consellers municipals
- Véronique Bassou
- Sabine Briol
- Philippe Duret
- Nathalie Julien
- Catherine Ogliastri
- Laurent Raynaud
- Suzanne Raynaud Ferrier
- Alain Razungles
- Thérèse Rey
- Géraldine Tahon.

### Adscripció cantonal

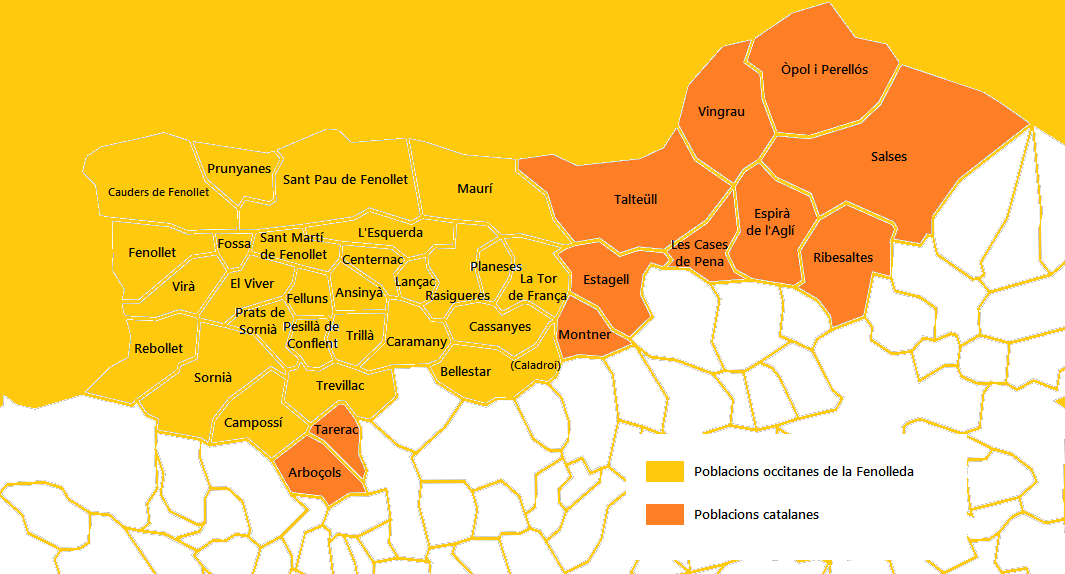
Mapa del Cantó de la Vall de l'Aglí

A les eleccions cantonals del 2015 el poble de Vingrau ha estat inclòs en el cantó número 15, denominat de la Vall de l'Aglí, amb capitalitat a la vila de Ribesaltes, juntament amb les viles catalanes d'Estagell i Salses i les occitanes de Sant Pau de Fenollet, Sornià i la Tor de França, a més dels pobles catalans d'Arboçols i Tarerac, de la comarca del Conflent, i Cases de Pena, Espirà de l'Aglí, Montner, Òpol i Perellós, Talteüll i Vingrau, de la del Rosselló i occitans d'Ansinyà, Bellestar, Campossí, Caramany, Cassanyes, Caudiers de Fenollet, Centernac, l'Esquerda, Felluns, Fenollet, Fossa, Lançac, Maurí, Pesillà de Conflent, Planeses, Prats de Sornià, Prunyanes, Rasigueres, Rebollet, Sant Martí de Fenollet, Trevillac, Trillà, Virà i el Viver. Els seus consellers departamentals són Lola Beuze (PCF - Front d'Esquerres), exconsellera municipal de Pià, i Charles Chivilo (PRG), batlle de Maurí, de la Unió de l'Esquerra.

## Cultura

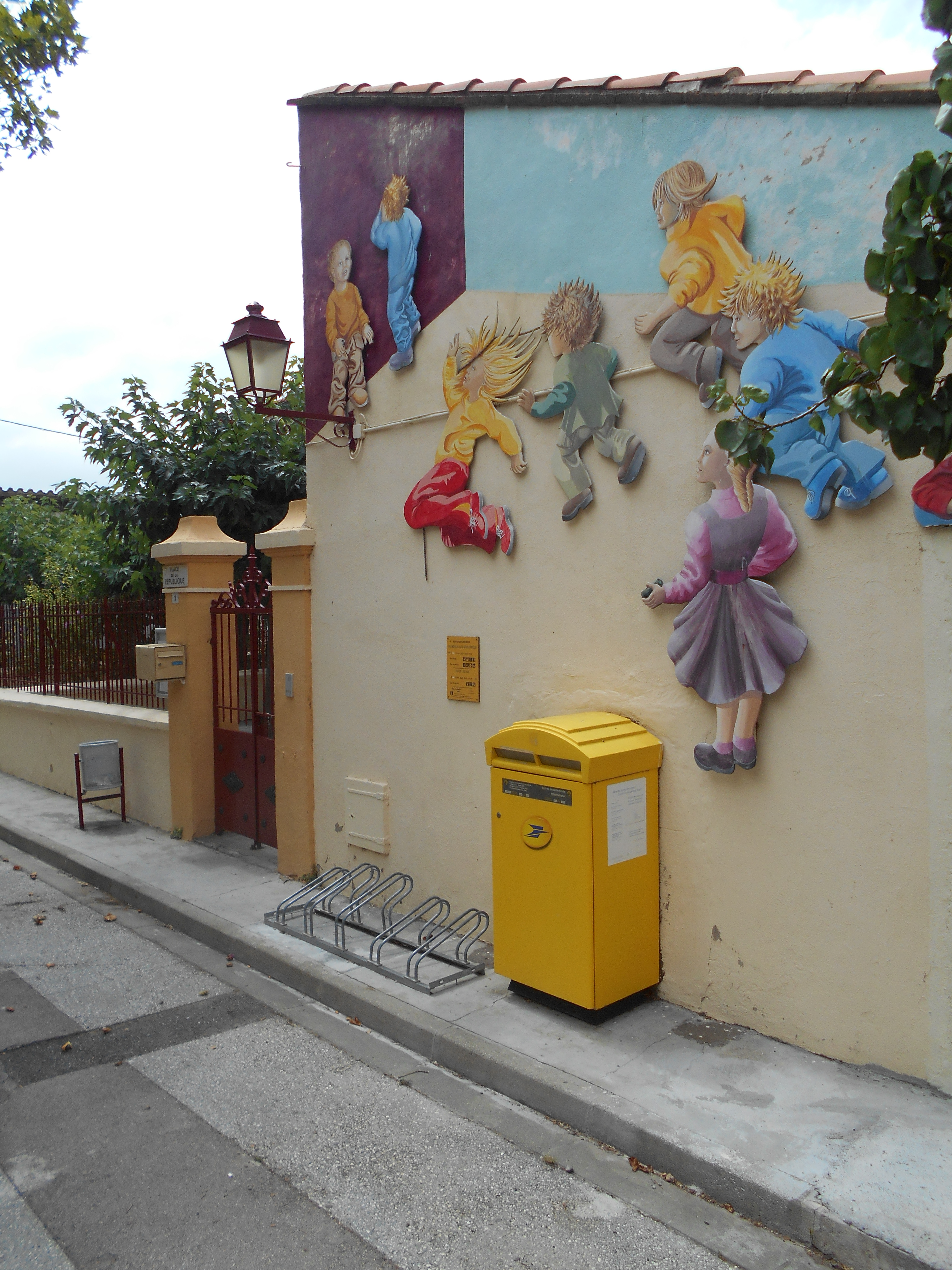
L'escola de Vingrau

Vingrau té un sol establiment escolar, que inclou el nivell de maternal i el de primària. Les noies i els nois de Vingrau poden anar a cursar secundària als col·legis d'Espirà de l'Aglí (privat), Estagell, Perpinyà, Ribesaltes, Sant Esteve del Monestir o el Soler, mentre que el batxillerat s'ha de cursar en els liceus de Perpinyà o Ribesaltes (tècnic agrícola).

### Llocs d'interès
- Església parroquial de la Mare de Déu de l'Assumpció o de Fontfreda (segle xviii)
- Antiga església parroquial (segle xii)
- Mare de Déu del Bonconsell (1860)
- Safareig públic[8]

### Personalitats vinculades a la població
- L'escultor Marcel Gili tingué un taller al mas Genegals, en l'actualitat dedicat a espai d'exposició permanent de la vida i l'obra de l'artista de Tuïr.